# Canterbury International 2010
Die Canterbury International 2010 im Badminton fanden vom 2. bis zum 4. April in Christchurch 2010 statt.

## Medaillengewinner
| Disziplin    | Gold                                | Silber                           | Bronze                               |
| ------------ | ----------------------------------- | -------------------------------- | ------------------------------------ |
| Herreneinzel | James Eunson                        | Bjorn Seguin                     | Nelson Oon                           |
| Herreneinzel | James Eunson                        | Bjorn Seguin                     | Daniel Gouw                          |
| Dameneinzel  | Erica Pong                          | Victoria Cheng                   | Clare Chapple                        |
| Dameneinzel  | Erica Pong                          | Victoria Cheng                   | Anna Rankin                          |
| Herrendoppel | Daniel Gouw Arnold Setiadi          | Oliver Leydon-Davis Bjorn Seguin | Ashraf Dhoray Brent Miller           |
| Herrendoppel | Daniel Gouw Arnold Setiadi          | Oliver Leydon-Davis Bjorn Seguin | Brock Matheson James Paterson        |
| Damendoppel  | Emma Chapple Stephanie Cheng        | Clare Chapple Victoria Cheng     | Amanda Brown Susannah Leydon-Davis   |
| Damendoppel  | Emma Chapple Stephanie Cheng        | Clare Chapple Victoria Cheng     | Louise McKenzie Emma Rodgers         |
| Mixed        | Oliver Leydon-Davis Louise McKenzie | Joe Wu Donna Haliday             | Kevin Dennerly-Minturn Emma Rodgers  |
| Mixed        | Oliver Leydon-Davis Louise McKenzie | Joe Wu Donna Haliday             | Asher Richardson Madeleine Stapleton |